# Nœud de grappin
Le nœud de grappin ou nœud d'ancre est utilisé pour attacher une corde à un anneau ou un objet similaire. Il compte parmi les nœuds d'attache les plus résistants et ne se bloque pas.

## Usage
En marine ce nœud sert à :
- Relier l'anneau d'une ancre à une ligne de mouillage, elle empêche la ligne de mouillage de s'user par frottement[1].
- Amarrer une embarcation à un anneau de quai en mauvais état[1] et qui pourrait abîmer la corde par frottement.

Pour sécuriser le nœud il est complété par deux demi-clefs ou un nœud de chaise pour éviter au nœud de se défaire.

## Réalisation
Ce nœud est composé d'un tour mort autour de l'anneau puis terminé par une demi-clé sur le brin courant, qui passe dans le tour mort. Il est aussi possible de refaire une demi-clé pour plus de sécurité. Ce nœud est relativement simple à réaliser et a l'avantage de ne pouvoir se défaire tout seul. Il ne se bloque pas même une fois mouillé et souqué.

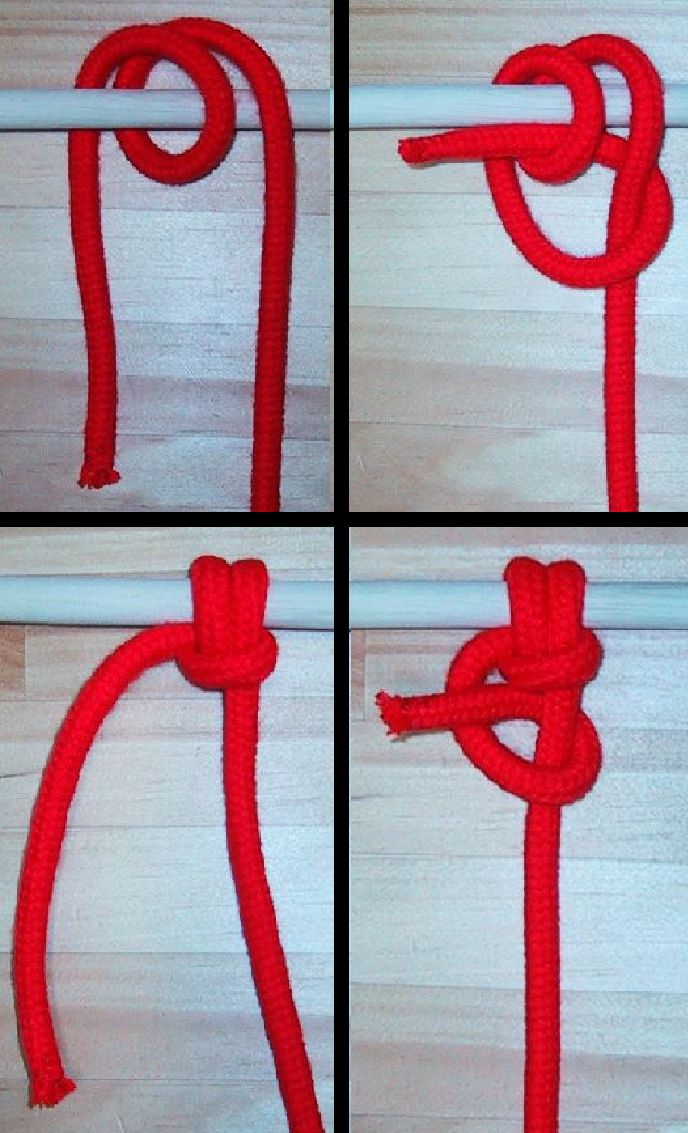
Réalisation d'un nœud de grappin